# Clay Burt
Clayton „Clay“ Burt (* um 1920) war ein US-amerikanischer Jazzmusiker (Schlagzeug), der sich auch als Theatermusiker hervortat.
Buck spielte Mitte der 1940er-Jahre in New York bei Clyde Bernhardt and His Blue Blazers, mit denen 1946 erste Aufnahmen für Sonora Records entstanden („Sweet Jam Jamm“). Im Folgejahr war er mit Bernhardts Band und Wynonie Harris für King Records im Studio.
1950 war er Mitglied im Orchester von Hot Lips Page und wirkte bei dessen Aufnahmen mit dem Sänger Ollie Shepard für Columbia mit („Crazy with the Blues“). 1953 spielte er erneut mit Clyde Bernhardt („It's Been a Long Times Baby“); letzte Aufnahmen entstanden 1976 mit Sam Wooding (Bicentennial Jazz Vistas). Im Bereich des Jazz war er zwischen 1946 und 1976 an fünf Aufnahmesessions beteiligt.
1980 war er im Broadway-Musical Fourtune Mitglied einer Theaterband, der auch Lars Edegran, Kenny Davern, Dick Vance und John Buckingham angehörten, und die als New-Orleans-Jazz-Band auftrat. 1982 spielte er am Broadway mit Buckingham, Vance, Eddie Barefield und der Pianistin Lillette Harris Jenkins als Rollicking New Orleans Blue Serenaders in der Musikrevue One Mo’ Time!.